# Estado del Gran Pará y Maranhão
El Estado del Gran Pará y Maranhão fue una unidad administrativa portuguesa en Sudamérica. Creado con la denominación de Estado del Maranhão el 13 de junio de 1621, por Felipe II de Portugal (o Felipe III de España), en el norte de la América portuguesa (actual Brasil), y renombrado como Estado del Maranhão y Gran Pará en 1654, y como Estado del Gran Pará y Maranhão en 1751, siendo dividido en 1772.
En su período más próspero, su extensión territorial abarcaba los actuales estados de Maranhão, Piauí, Pará, Amazonas, Amapá y Roraima.
Parte de la historiografía sostiene que las dos unidades resultantes de la desmembración del Estado del Gran Pará y Maranhão en 1772/1774 (estados del Gran Pará y Río Negro y del Maranhão y Piauí) permanecieron subordinados a Lisboa. Otros estudios afirman que la separación de Pará y Maranhão, caracterizados como "pseudo-estados", llevaron a la reintegración de la antigua repartición del Estado del Brasil.

## Cronología
- 1534 — Juan III (Corona portuguesa) divide a Brasil en 14 capitanías hereditarias, comandadas por los 12 capitanes donatarios, entre ellas la de Maranhão, que incluía el territorio del actual estado de Pará, con su capital en São Luís;[3] creación del gobierno general, para superar las dificultades de las capitanías y centralizar política y administrativamente la colonia, de acuerdo con las instrucciones de Portugal.[4]
- 1572 — Sebastián I divide la administración de la colonia en dos gobiernos generales: el Gobierno del Norte, con sede en Salvador, responsable por los territorios de las capitanías de Bahía y del Maranhão, y el Gobierno del Sur, con sede en Río de Janeiro, que administraba los territorios de la capitanía de Ilhéus hacia el sur.[4]
- 1612 — fundación de São Luís del Maranhão durante las invasiones francesas, por el comandante Daniel de la Touche, responsable por la creación del proyecto de expansión colonial llamado Francia Equinoccial.
- 1616 — fundado el Fuerte del Presépio en la entonces llamada Santa Maria de Belém do Grão-Pará (actual Belém, capital del estado del Pará) en la capitanía del Gran Pará, la primera construcción de ese tipo y la más significativa en el territorio amazónico;[5]
- 1621 — en el contexto de la dinastía Filipina y de la Unión Ibérica (1580-1640), el territorio de la América portuguesa fue dividido por Felipe III de España en dos unidades administrativas autónomas: el Estado del Maranhão al norte, con capital en São Luís, comprendiendo las capitanías del Gran Pará, del Maranhão y del Ceará, a fin de asegurar la posesión del territorio y promover su desarrollo; y el Estado de Brasil al sur, cuya capital era Salvador, comprendiendo las demás capitanías;[6][7]
- 1654 — el Estado del Maranhão pasa a ser designado como Estado del Maranhão y Gran Pará;[8][9]
- 1737 — la capital del Estado del Maranhão y Gran Pará es transferida de São Luís hacia Belém;
- 1751 — el Estado del Maranhão y Gran Pará pasa a llamarse Estado del Gran Pará y Maranhão, comprendiendo los actuales estados del Amazonas, Roraima, Pará, Amapá, Maranhão y Piauí;[7][10]
- 1755 — creación de la capitanía de San José del Río Negro (actual Amazonas), segregada de la capitanía del Gran Pará, pero aún integrada al Estado del Gran Pará y Maranhão, que pasó a comprender cuatro capitanías: San José del Río Negro, Gran Pará, Maranhão y Piauí;
- 1772 — el Estado del Gran Pará y Maranhão es dividido en dos unidades administrativas: el Estado del Gran Pará y Río Negro, con sede en Belém, y el Estado del Maranhão y Piauí, con sede en São Luís;[6]
- 1774 — a fin de centralizar y aumentar el control colonial, los estados del Gran Pará y Río Negro y del Maranhão y Piauí, pasan a la condición de capitanías y son integrados al Estado de Brasil, siendo subordinados al virrey de Brasil, con sede en Río de Janeiro.[7][11]

## Evolución institucional

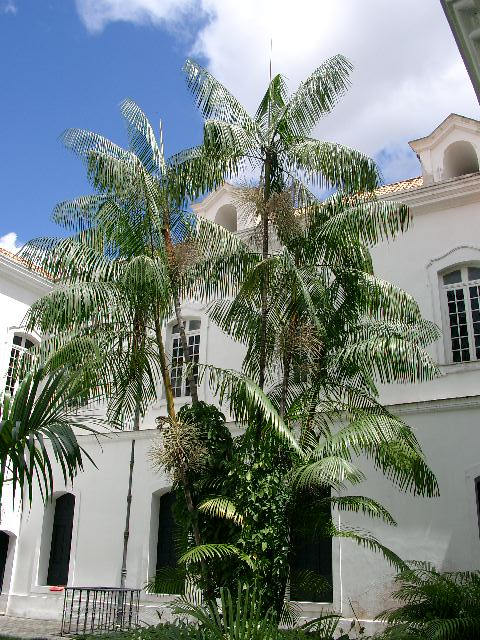
Palacio de los Gobernadores, actual Palacio Lauro Sodré, donde está el Museo del Estado del Pará.

El estado de Maranhão fue creado el 13 de junio de 1621 por Felipe III, rey de España (Felipe II de Portugal), comprendiendo las capitanías de Maranhão, Pará, Piauí y Ceará. Con la creación de este estado, la América portuguesa pasó a tener dos unidades administrativas: Estado del Maranhão, con su capital en São Luís, y el Estado del Brasil, cuya capital era Salvador. El objetivo de la creación de este estado era el de mejorar la defensa militar en la Región norte y estimular las actividades económicas y el comercio regional con la metrópoli.
El primer gobernador fue Francisco Coelho de Carvalho, que tomó posesión en 1626.
En febrero de 1637, tenía la siguiente población de origen europeo:
- São Luís: 250 colonos, 60 soldados;
- Belém: 80 colonos, 50 soldados;
- Ceará: 30 colonos, 4 o 5 soldados;
- Curupá: 30 colonos.[12]

El 23 de febrero de 1652, fue publicado un Decreto Real, que dividió el Estado en dos capitanías autónomas: Pará, a cargo de Inácio del Rego Barreto; y Maranhão, a cargo de Baltasar de Sousa Pereira.
En 1654, el Estado del Maranhão pasa a ser designado Estado del Maranhão y Gran Pará.
En abril de 1655, fue reinstaurado el Estado de Maranhão y del Gran Pará, a ser gobernado por André Vidal de Negreiros.
En 1751 el Estado del Maranhão y Gran Pará pasó a llamarse Estado del Gran Pará y Maranhão, con la capital transferida de São Luís para Santa Maria de Belém del Grão Pará.
Posteriormente, en 1772, fue dividido en dos estados: el Estado del Maranhão y Piauí, con sede en São Luís, y el Estado del Gran Pará y Río Negro, con sede en Belém. La integración política de la Amazonia con el resto de Brasil sólo dio sus primeros pasos con la instalación de la corte portuguesa en Río de Janeiro en 1808.